# Velmistryně
Velmistryně (angl. Woman Grandmaster, WGM) je nejvyšší titul rezervovaný v šachu ženám (pomineme-li titul mistryně světa). Zaveden byl v roce 1977, 27 let po prvním udělení nižšího titulu mezinárodní mistryně.
Požadavky na udělení tohoto titulu jsou výrazně menší, než požadavky na udělení titulu mezinárodního velmistra (GM), se kterým se ovšem vzájemně nevylučuje, takže některé šachistky vlastní tituly oba (např. Judit Polgárová).

## České nositelky
- Jana Bellinová[p. 1] (1983)
- Květa Eretová (1986)
- Jana Jacková[p. 2] (2001)
- Petra Krupková[p. 2] (2001)
- Eva Kulovaná (2008)
- Kateřina Němcová[p. 3] (2008)
- Tereza Olšarová (2015)
- Lenka Ptáčníková[p. 4] (2001)
- Eliška Richtrová (1982)
- Olga Sikorová (2013)
- Joanna Worek[p. 5] (2013)
- Kristýna Petrová (2020)